# Peristedion gracile
Peristedion gracile är en fiskart som beskrevs av Goode och Bean, 1896. Peristedion gracile ingår i släktet Peristedion och familjen Peristediidae. Inga underarter finns listade i Catalogue of Life.